# Serieåret 2008

## Händelser

### Januari
- 9 - Teen Titans: The Lost Annual, fördröjd sedan 2003, utkommer.[1]
- 23 - Hellblazer #240 markerar 20-årsjubileumsnumret.[2]

### April
- 20 april: - Under New York Comic Con, meddelar Marvel att Marvel Apes skall startas i oktober 2008.[3]
- 28 april: - Universal Studios meddelar att man valt att Oni Press's Resurrection av Marc Guggenheim skall produceras av Scott Stuber.[4]

### Oktober
- 8 oktober - Archaia Studios Press bekräftar att man köpts upp av Kunoichi, företaget bildat av Joshua Blaylock, tidigare ordförande för Devil's Due Publishing.[5][6]

### Okänt datum
- Den svenska serietidningen Teenage Mutant Ninja Turtles läggs ner.[7]

## Avlidna
- 7 augusti - Stefan Nagy (född 1961), svensk serietecknare.
- 26 september - Raymond Macherot, 84, belgisk serieskapare.

### Fotnoter
1. ↑  Teen Titans Swingin' Elseworlds Returns as "Lost Annual" in 2008 Arkiverad 16 oktober 2007 hämtat från the Wayback Machine., Newsarama, 15 oktober 2007
2. ↑  Hellblazer #240
3. ↑  NYCC '08: Marvel Apes[död länk], Newsarama, 20 april 2008
4. ↑  Universal options 'Resurrection' Arkiverad 6 juli 2008 hämtat från the Wayback Machine., Hollywood Reporter, 28 april 2008
5. ↑  Archaia Studios Press To Be Acquired by Kunoichi, Inc., Not Devil's Due, Comic Book Resources, 8 oktober 2008
6. ↑  Kunoichi to Purchase Archaia Studios Press, Newsarama, 8 oktober 2008
7. ↑  ”Seriesamlarna”. http://www.seriesam.com/cgi-bin/guide?s=TEENAGE+MUTANT+NINJA+TURTLES+(2007). Läst 11 mars 2011.